# Atuntaqui
Atuntaqui är en ort i Ecuador. Den ligger i provinsen Imbabura, i den centrala delen av landet, 70 km nordost om huvudstaden Quito. Atuntaqui ligger 2 413 meter över havet och antalet invånare är 17 456.
Terrängen runt Atuntaqui är kuperad åt nordväst, men åt sydost är den bergig. Terrängen runt Atuntaqui sluttar norrut. Runt Atuntaqui är det ganska tätbefolkat, med 172 invånare per kvadratkilometer. Närmaste större samhälle är Ibarra, 10,4 km öster om Atuntaqui. Trakten runt Atuntaqui består i huvudsak av gräsmarker.